# Hermann Grassmann
Hermann Günther Grassmann, född den 15 april 1809 i Stettin, död där den 26 september 1877, var en tysk matematiker. Han var bror till Robert Grassmann.
Grassmann efterträdde sin 1852 avlidne far, Justus Günther Grassmann, som professor i matematik vid gymnasiet i Stettin. Han skapade genom Ausdehnungslehre (1844) en ny gren av matematiken, i vilken geometri ingick som en särskild del. Grassmanns metoder består huvudsakligen i användningen av nya komplexa tal med flera enheter än den reella och imaginära. 
Grassmann var även orientalist och författade bland annat Wörterbuch zum Rig Veda (1873–1875) och översatte hela Rig Veda (1876–1877).